# Новиков, Борис Кузьмич
Бори́с Кузьми́ч Но́виков (13 июля 1925, Ряжск, Рязанская губерния, СССР — 25 июля 1997, Москва, Россия) — советский и российский актёр театра и кино, народный артист Российской Федерации (1994).

## Биография
Борис Новиков родился 13 июля 1925 года на станции Ряжск-1 (ныне Ряжск). 
После Великой Отечественной войны поступил в школу-студию Юрия Завадского в Москве.
В 1948 году был приглашён в труппу Театра имени Моссовета. Настоящим творческим взлётом Б. Новикова стала его работа в постановке поэмы «Василий Тёркин». Играя роль солдата, фронтовик Новиков не только достоверно олицетворял образ своего героя, но и воссоздавал на подмостках атмосферу недавней войны.
В 1963—1972 годах служил в Московском театре сатиры.
С 1972 года стал работать только в кинематографе. За свою творческую жизнь снялся в 150 фильмах, наиболее известные из них — «Тихий Дон», «Донская повесть», «Семь стариков и одна девушка», «Адъютант его превосходительства», «Тени исчезают в полдень», «Трест, который лопнул», «Подросток», «Белые росы». Запомнился зрителям также и как «пан Специалист» — один из персонажей популярной многолетней эстрадно-развлекательной юмористической телепередачи ЦТ Гостелерадио СССР «Кабачок „13 стульев“». Актёр играл разные образы в выпусках киножурналов «Фитиль» и «Ералаш». Среди его героев есть прогульщики, хулиганы, дебоширы, а также милиционеры, шофёр и начальник автобазы, маляр, художник, еврей-часовщик и дворник-татарин, советский лейтенант флота и британский генерал. Особо удавались ему небольшие роли, благодаря чему актер получил прозвище «Король эпизода». Одну из своих последних ролей в кино  сыграл в фильме «Возвращение „Броненосца“» в 1996 году, незадолго до смерти.
Участвовал в озвучивании мультфильмов; самые известные его персонажи — почтальон Печкин из серии мультфильмов «Трое из Простоквашино» и Курочкин из мультфильма                          «Приключения Васи Куролесова».

### Смерть

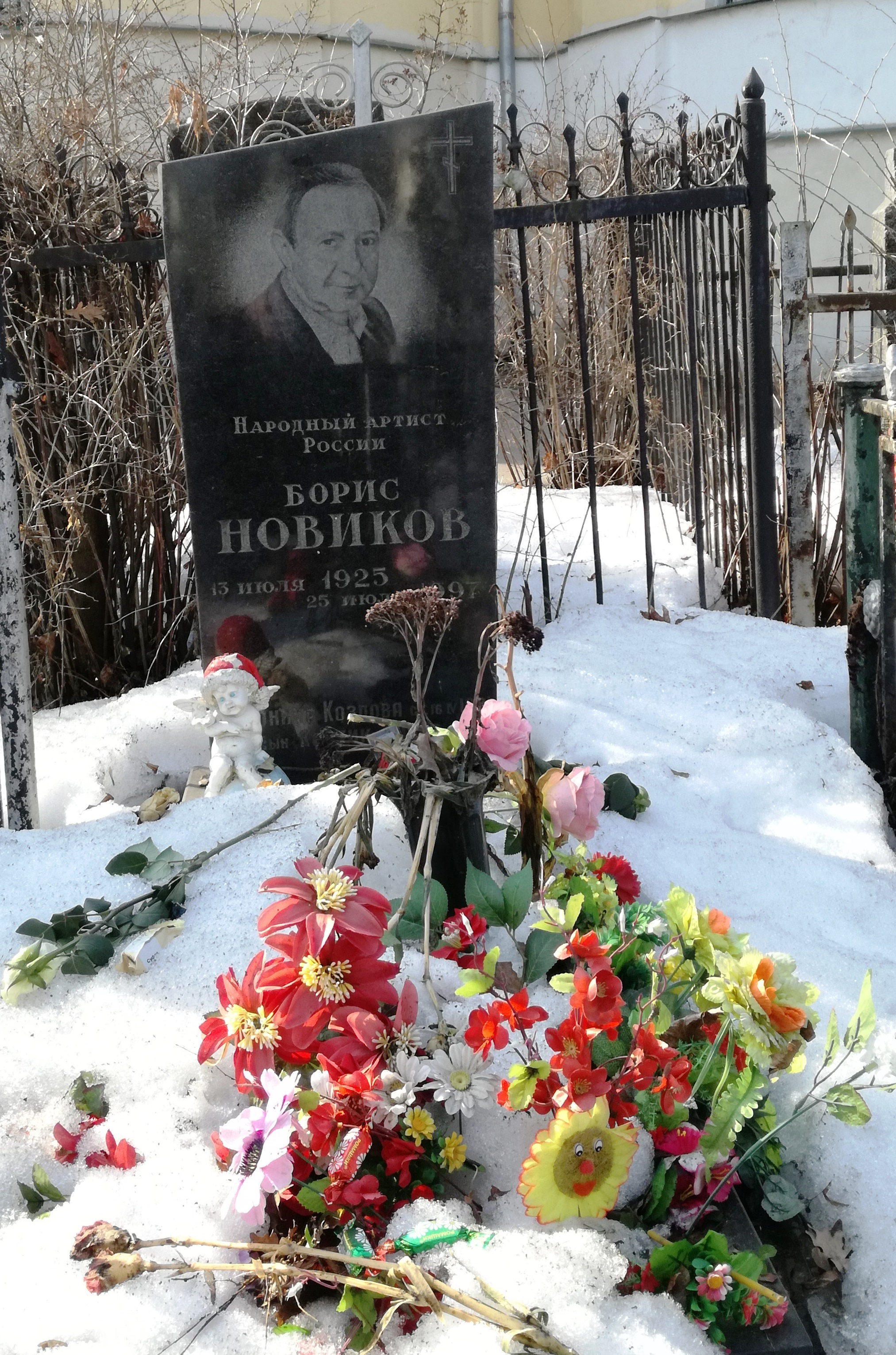
Могила на Даниловском кладбище

Скончался Б. К. Новиков от диабета на 73-м году жизни 25 июля 1997 года в Москве. Похоронен на Даниловском кладбище. О смерти актёра в прессе не сообщалось. Позже об этом написала одна из газет, и читатели собрали деньги на памятник актёру. Средства на памятник ему были собраны читателями «Комсомольской правды».

### Семья
- Жена — Надежда Антоновна Климович (1923 — 2008), актриса Театра имени Моссовета (1944—1962) и Московского ТЮЗа.
- Сын — Сергей (1949 — 2017). Поначалу был психически здоров, окончил школу, учился в институте, но в 20 лет вдруг дало знать о себе душевное расстройство[8]. Жил в родительском доме на Котельнической набережной[9]. Без его ведома Сергея зарегистрировали в старом доме в Тверской области, а право собственности на квартиру при этом перешло в другие руки[9]. Находился на излечении в психиатрической больнице имени Алексеева.

## Театральные работы

### Роли в театре имени Моссовета (1944—1962)
- 1944 — «Отелло» У. Шекспира — слуга на Кипре (ввод в спектакль)
- 1948 — «Обида» А. А. Сурова (29 мая 1948 года — премьера). Реж. Василий Ванин — 1-й прогульщик
- 1948 — «Олеко Дундич» А. Г. Ржешевского и М. А. Каца (1948 год — ввод в спектакль). Режиссёр: Юрий Завадский — старый цыган
- 1949 — «Свадьба Кречинского» А. В. Сухово-Кобылина (2 марта 1949 года — премьера). Реж. Василий Ванин — слуга Тишка
- 1949 — «Модная лавка» И. А. Крылова. Реж. Ю. А. Шмыткин — Андрей, слуга Лестова
- 1950 — «Чаша радости» Н. Г. Винникова (6 марта 1950 года — премьера). Реж. В. А. Колесаев — Миша Каргин
- 1950 — «Особое мнение» С. Клебанова, А. Марьямова (21 мая 1950 года — премьера). Реж. Ю. Завадский, А. Л. Шапс — Юра, шофёр Дробота
- 1950 — «Студент третьего курса» А. В. Борозиной и А. Г. Давидсон (21 июля 1950 года — премьера). Режиссёры: И. С. Анисимова-Вульф, К. К. Михайлов — Виктор Соболев
- 1950 — «Рассвет над Москвой» А. А. Сурова (18 ноября 1950 года — премьера). Режиссёры: Юрий Завадский, А. Л. Шапс — оператор
- 1951 — «Младший партнер» А. А. Первенцева. Режиссёры: Ю. А. Завадский, И. С. Анисимова-Вульф, Е. И. Страдомская — Боб
- 1951 — «Честь семьи» Г. Мухтарова. Режиссёр: Ю. А. Шмыткин — Курбан
- 1953 — «Рассказ о Турции» Назыма Хикмета[10] (21 марта 1953 года — премьера). Режиссёры: Ю. А. Завадский, Е. И. Страдомская — конвойный, 2-й полицейский
- 1953 — «Беспокойная должность» А. Я. Кожемякина (27 июня 1953 года — премьера). Режиссёры: Ю. А. Завадский, Ю. А. Шмыткин — работник редакции, шофёр Цветков
- 1954 — «Сомов и другие» А. М. Горького. Режиссёр: И. С. Анисимова-Вульф — Семиков
- 1955 — «Первая весна» Г. Е. Николаевой и С. А. Радзинского (21 июня 1955 года — премьера). Режиссёры: Ю. А. Завадский, Е. И. Страдомская — Стеня Бобриков
- 1955 — «В тихом переулке» А. И. Мовзона (9 декабря 1955 года — премьера). Реж. А. Л. Шапс
- 1956 — «Трое» А. М. Горького (30 ноября 1956 года — премьера). Реж. М. Н. Сидоркин
- 1957 — «Дали неоглядные» Н. Е. Вирты (4 ноября 1957 года — премьера). Реж. Ю. А. Завадский — Никита Стрешнев, «Отрицатель»
- 1959 — «Битва в пути» Г. Е. Николаевой, С. А. Радзинского (3 февраля 1959 года — премьера). Режиссёры: Ю. А. Завадский, А. Л. Шапс —
- 1960 — «Первое свидание» Т. Г. Сытиной (18 февраля 1960 года — премьера). Реж. О. Я. Ремез
- 1961 — «Василий Тёркин» А. Т. Твардовского (23 февраля 1961 года — премьера). Реж. А. Л. Шапс — Василий Тёркин
- 1961 — «Антеи» Н. Я. Зарудного. Режиссёры: Юрий Завадский, М. Г. Ратнер — Яков Далекий

### Роли в Московском театре сатиры (1963—1972)
- 1963 — «Гурий Львович Синичкин» В. А. Дыховичного и М. Р. Слободского (27 февраля 1963 года — премьера). Режиссёр: Д. В. Тункель — Пустославцев (ввод в спектакль)
- 1966 — «Тёркин на том свете» А. Т. Твардовского (6 февраля 1966 года — премьера). Режиссёр: В. Н. Плучек — друг
- 1966 — «Старая дева» И. В. Штока (10 апреля 1966 года — премьера). Режиссёр: А. Б. Шатрин — Чурин
- 1967 — «Интервенция» Л. И. Славина (13 мая 1967 года — премьера). Режиссёр: В. Н. Плучек — аптекарь
- 1968 — «Последний парад» А. П. Штейна (28 августа 1968 года — премьера). Режиссёр: В. Н. Плучек — Понедельник
- 1969 — «Безумный день, или Женитьба Фигаро» П. Бомарше (4 апреля 1969 года — премьера). Режиссёр: В. Н. Плучек — Антонио
- 1970 — «У времени в плену» А. П. Штейна (8 апреля 1970 года — премьера). Режиссёр: В. Н. Плучек — Скиталец морей
- 1972 — «Ревизор» Н. В. Гоголя (26 марта 1972 года — премьера). Режиссёр: В. Н. Плучек

### Роли в других театрах
- 1953 год — Московский драматический театр имени А. С. Пушкина. «Тени» по пьесе М. Е. Салтыкова-Щедрина. Режиссёр: Алексей Дикий — Иван Михеич Свистиков

## Фильмография
- 1954 — Родимые пятна. Ревизоры поневоле — Единица
- 1955 — За витриной универмага — хулиган (в титрах не указан)
- 1956 — Первые радости — Виктор Шубников
- 1956 — Песня табунщика — милиционер Сидоров
- 1957 — Необыкновенное лето — Виктор Шубников
- 1957 — К Чёрному морю — Митя, милиционер
- 1958 — Тихий Дон — Митька Коршунов
- 1957 — На графских развалинах — Хрящ, бандит
- 1958 — Девушка с гитарой — Матвей Яковлевич Цыплаков, парикмахер-лжекритик
- 1958 — Голубая стрела — Дудник, лейтенант
- 1958 — У тихой пристани — Арнольд Базюков, хулиган и дебошир
- 1958 — Капитанская дочка — Максимыч
- 1959 — Заре навстречу — маляр
- 1960 — Испытательный срок — Воробейчик, дежурный
- 1960 — Первое свидание — артист цирка, собутыльник Смурова
- 1960 — Повесть пламенных лет — Мандрыка
- 1961 — Казаки — Назарка
- 1961 — Совершенно серьёзно (новелла «История с пирожками») — заведующий отделом
- 1961 — Алые паруса — художник (в титрах не указан)
- 1961 — Друг мой, Колька! — Кузьма Михалыч (Кузя), секретарь комсомольской организации
- 1961 — Битва в пути — прогульщик
- 1962 — Бей, барабан! — милиционер
- 1962 — Молчат только статуи — советский солдат
- 1962 — Павлуха — Фертов
- 1963 — Необыкновенный город — Облапошкин
- 1963 — Полустанок — Грубоухов, бригадир колхоза
- 1963 — Встреча на переправе — Уваров, балагур с гитарой
- 1964 — Донская повесть — Иван Чубуков
- 1964 — Приключения Толи Клюквина — милиционер
- 1964 — Возвращение Вероники — Медовой
- 1965 — Над нами Южный Крест — билетёр цирка (озвучен другим артистом)
- 1965 — Дорога к морю — московский таксист
- 1965 — Пакет — Гибель, подпоручик
- 1966 — Выстрел — Кузька
- 1967 — Дом и хозяин — Лёшка
- 1967 — Житие и вознесение Юрася Братчика — приспешник кардинала
- 1968 — Семь стариков и одна девушка — Степан Петрович Бубнов, старик-сантехник
- 1968 — Там, за окошком, лето — садовник (озвучен другим артистом)
- 1969 — Адъютант его превосходительства — Исаак Либерзон, киевский ювелир
- 1969 — Кабачок «13 стульев» — пан Специалист
- 1969 — Мистер-Твистер — Семён Лукич Сюткин («Мистер-Твистер»)
- 1969 — Суровые километры — Чуркин, шофёр
- 1970 — Любовь Яровая — Константин Грозной
- 1971 — Тени исчезают в полдень — Тарас «Купи-продай» (Илья Юргин)
- 1972 — После ярмарки — Степан Крыницкий
- 1973 — Нейлон 100 % — Шилобреев, муляжист
- 1975 — На ясный огонь
- 1975 — Алмазы для Марии — Марьин гость
- 1976 — День семейного торжества — Фёдор Матвеев, друг Петра с войны
- 1976 — Преступление — Кузьма Афанасьевич
- 1976 — Остров юности — дед Степан
- 1976 — Кадкина всякий знает — кум
- 1976 — Капитанская дочка (телеспектакль)
- 1977 — Есть идея! — Нарышкин
- 1977 — Смешные люди! — Пружина-Пружинский, чиновник в хоре
- 1977 — Странная женщина — скандалист в вокзальном буфете
- 1978 — Живите в радости — дед Афоня («Самосвал»)
- 1978 — Уроки французского — дед Илья
- 1978 — Расписание на послезавтра — Степан Фёдорович, завхоз
- 1979 — Отец и сын — Порфирий Исаев, кулак
- 1979 — Клуб самоубийц, или Приключения титулованной особы — Венделер, генерал
- 1980 — Жду и надеюсь — однорукий дед-инвалид
- 1980 — Цветы луговые — Тарас Кузьмич
- 1980 — Гражданин Лёшка — официант вагона-ресторана (в титрах — Е. Новиков)
- 1980 — Мелодия на два голоса — Аскольдыч, слесарь
- 1981 — Белый танец — Фома
- 1981 — Следствие ведут ЗнаТоКи. «Из жизни фруктов» — Николай Старухин
- 1982 — Красиво жить не запретишь — дядя Бодрова
- 1982 — Печники — Фёдор, школьный завхоз
- 1982 — Трест, который лопнул — бомбардир
- 1983 — Дамское танго — дядя Яша
- 1983 — Подросток — Пётр Ипполитович
- 1983 — Тайна «Чёрных дроздов» — дворецкий Кремп
- 1983 — Пароль — «Отель Регина» — Семён Соловейчик, портной
- 1983 — Белые росы — Тимофей
- 1983 — Обещаю быть! — Кузьмич, сторож
- 1983 — Безумный день инженера Баркасова — истопник
- 1984 — Зачем человеку крылья — Павел Ефимович Чудин (Павлюня)
- 1985 — Ещё люблю, ещё надеюсь — Павел Петрович
- 1985 — Тайная прогулка — дед Игнат
- 1985 — С юбилеем подождём — Григорий Константинович, «Философ»
- 1987 — Наездники — Прокудов, ветеран войны
- 1987 — Осенние сны — Микита
- 1988 — Пусть я умру, господи — мужик с собакой
- 1988 — Происшествие в Утиноозёрске — Трофим Семёнович, старожил-долгожитель
- 1989 — Князь Удача Андреевич — старожил Китаевки
- 1989 — Кому на Руси жить… — Никодим Петрович
- 1990 — Охота на сутенёра — Хоттабыч
- 1990 — Далеко-далече — Степан Васильевич, лесник
- 1991 — Говорящая обезьяна — Васильич, сторож зоопарка
- 1991 — Кровь за кровь — Сафин, маклер
- 1991 — Семьянин — начальник автобазы Василия Колыванова
- 1992 — Убийство на «Ждановской» — сосед
- 1993 — Твоя воля, Господи! — Егор Кузьмич
- 1993 — Желание любви — ростовщик
- 1993 — На Муромской дорожке — Ахмет, дворник
- 1994 — Воровка — Народный заседатель Мотофонин
- 1997 — Возвращение «Броненосца» — пикейный жилет
- 1999 — Транзит для дьявола — Борис Кузьмич (озвучил Юрий Саранцев)

### Киножурнал «Фитиль»
- 1964 — «Любовь с первого взгляда» (выпуск № 26) — подсудимый
- 1967 — «Постригли» (выпуск № 59) — хулиган
- 1967 — «Операция „Неман“» (выпуск № 61) — подозреваемый
- 1970 — «По рукам» (выпуск № 93) — рабочий
- 1970 — «Несознательный» (выпуск № 98) — алкоголик в очереди
- 1971 — «Душевный подход» (выпуск № 104) — Саша Кукин, рабочий сцены
- 1971 — «На авось» (выпуск № 111) — пациент
- 1972 — «Броня» (выпуск № 116) — кассир на вокзале в Сочи
- 1972 — «Нокаут» (выпуск № 117) — сантехник-шабашник
- 1972 — «Самонаказание» (выпуск № 124) — владелец «Волги»
- 1974 — «В течение дня» (выпуск № 141) — телемастер
- 1974 — «Юморист» (Выпуск № 144) — председательстующий на собрании
- 1974 — «Наглядный урок» (выпуск № 148) — пациент у доктора
- 1975 — «И в шутку, и всерьёз» (выпуск № 163) — водитель автобуса
- 1978 — «В поисках трудностей» (выпуск № 196) — маляр
- 1979 — «Свои люди» (выпуск № 204) — посетитель
- 1979 — «Пена» (выпуск № 207) — начальник ремонтной мастерской
- 1980 — «Бездельник поневоле» (выпуск № 215) — рабочий
- 1980 — «Древо и желание» (выпуск № 219) — Митрич, сторож ботанического сада
- 1980 — «Ложка дёгтя» (выпуск № 224) — Муханов, председатель колхоза
- 1980 — «Урок по знакомству» (выпуск № 224)
- 1981 — «Простая арифметика» (выпуск № 226) — Желейкин, рабочий
- 1982 — «Ферменное самообслуживание» (выпуск № 238) — Петрович
- 1983 — «Кому сидеть?» (выпуск № 256) — собутыльник
- 1984 — «Под стук колёс» (выпуск № 270) — проводник отставший от поезда
- 1987 — «Горько» (выпуск № 302) — директор
- 1988 — «Курам на смех» (выпуск № 314) — бухгалтер
- 1988 — «Стенка на стенку» (выпуск № 319) — мебельщик Кузькин
- 1989 — «Непропускная система» (выпуск № 326) — вахтёр
- 1990 — «Крутой поворот» (выпуск № 341) — Вася
- 1991 — «Деревенский репортаж» (выпуск № 349) — сельский житель
- 1991 — «Техника безопасности» (выпуск № 354) — Иваныч
- 1991 — «Новый сервис» (выпуск № 356) — Петров
- 1993 — «Чин чином» (выпуск № 371) — дедушка
- 1993 — «Эхо» (выпуск № 373) — сельский житель
- 1993 — «Всё на продажу» (выпуск № 373) — старшина милиции
- 1993 — «Последний парад» (выпуск № 375) — Петрович
- 1993 — «Так жить нельзя» (выпуск № 377) — покупатель

### Киножурнал «Ералаш»
- 1985 — Выпуск 52 (сюжет «Просто жуть») — джинн Пахомыч
- 1987 — Выпуск 63 (сюжет «Металлолом») — мастер
- 1989 — Выпуск 75 (сюжет «Прямая передача») — жилец, выступающий по телевидению
- 1990 — Выпуск 79 (сюжет «Реклама „Ералаша“») — клоун Бим (в титрах не указан)

### Озвучивание мультфильмов
- 1967 — Сказка о золотом петушке — ратник / пушкарь
- 1970 — Дядя Миша — Кот
- 1973 — Мы с Джеком — милиционер
- 1978 — Трое из Простоквашино — почтальон Игорь Иванович Печкин
- 1979 — Волшебное кольцо — мужик-живодёр
- 1980 — Каникулы в Простоквашино — почтальон Игорь Иванович Печкин
- 1980 — Ну, погоди! (выпуск 13) — пёс-рефери (в титрах не указан)
- 1981 — Приключения Васи Куролесова — Курочкин / торговец-зазывала на рынке
- 1981 — Зимовье зверей — Баран
- 1981 — Отражение — посетитель музея
- 1981 — Бездомные домовые — домовой Проша / кот
- 1981 — До свидания, овраг — псы Хромой и Рыжий
- 1982 — Каша из топора — Старик
- 1982 — Дедушкин бинокль
- 1983 — Фитиль № 248 (сюжет «Гвоздь программы») — зритель
- 1983 — Как старик наседкой был — Старик
- 1983 — Горе — не беда — придворный (в титрах не указан)
- 1984 — Зима в Простоквашино — почтальон Игорь Иванович Печкин
- 1984 — Сказка о царе Салтане — рыжий корабельщик
- 1984 — Фитиль № 266 (сюжет «Брызги шампанского») — рабочий завода
- 1985 — Терёхина таратайка — кузнец Терёха
- 1985 — Миссис Уксус и мистер Уксус — Заяц
- 1985 — На заре во дворе — гусь, который сгонял жир
- 1985 — Чертёнок с пушистым хвостом — Пёс-главарь
- 1986 — Банкет — мужчина во главе стола с салфеткой на груди
- 1986 — Как дед за дождём ходил — Заяц
- 1986 — Мышонок и красное солнышко — Ёж
- 1986 — Дверь
- 1987 — Смех и горе у Бела моря — мужик на базаре
- 1987 — Фитиль № 295 (сюжет «Через тернии к звёздам») — прораб
- 1987 — Фитиль № 298 (сюжет «Волшебный перстень») — старичок с перстнем
- 1987 — Фитиль № 303 (сюжет «Средь бела дня») — эксперт
- 1987 — Щенок и старая тапочка — Пугало
- 1988 — Карпуша — старик
- 1988 — Доверчивый дракон — Пёс
- 1988 — Фитиль № 313 (сюжет «Указчик») — сельский житель
- 1988 — Фитиль № 314 (сюжет «Комбайн под мухой») — бригадир
- 1988 — Фитиль № 315 (сюжет «Нечистая сила») — Семёныч
- 1988 — Фитиль № 317 (сюжет «Трубный глас») — морж
- 1989 — Пришелец в капусте — Дед
- 1989 — Фитиль № 322 (сюжет «Утраченные грёзы») — Семёныч
- 1990 — Фитиль № 336 (сюжет «Испорченный телефон») — чиновник
- 1990 — Пришелец Ванюша — Дед
- 1991 — Ванюша и космический пират — Дед
- 1991 — На чёрный день — Заяц
- 1991 — Маленькая колдунья — Главная ведьма
- 1991 — Приключения волшебного глобуса, или Проделки ведьмы — Придворный (в титрах не указан)
- 1991 — Фитиль № 348 (сюжет «Не ко двору») — Степаныч
- 1993 — Ванюша и великан — Дед
- 1993 — Муравьиный ёжик — Муравей
- 1993 — Коммунальная история
- 1993 — Пряник — Уж

## Цитаты
А вы, Татьяна Ивановна, помолчали бы. Вас никто не любит, кроме народа!

## Документалистика

### Документальные фильмы
- «Чтобы помнили. — Глава 51: Борис Новиков» (ОРТ, REN-TV, 1998)
- «Загремим под фанфары! Борис Новиков» («Россия», 2006)
- «Как уходили кумиры. Борис Новиков» (DTV-Viasat, 2006)
- «Острова. Борис Новиков» («Россия-Культура», 2012)
- «Короли эпизода. Борис Новиков» («ТВ Центр», 2014)
- «Это было смешно»: «„Загремим под фанфары“. Шутки Бориса Новикова» («Москва Доверие», 2021)

## Награды
- Медаль "За оборону Москвы"
- Медаль «За доблестный труд в Великой Отечественной войне 1941—1945 гг.» (1946)
- Медаль «В память 800-летия Москвы» (1948)
- Звание "Заслуженный артист РСФСР" (1961)
- Звание "Народный артист Российской Федерации" (29 августа 1994) — за большие заслуги в области киноискусства